# Сибата (княжество)
Княжество Сибата (яп. 新発田藩 Сибата-хан) — феодальное княжество (хан) в Японии периода Эдо (1598—1871). Сибата-хан располагался в провинции Этиго (современная префектура Ниигата) на острове Хонсю.

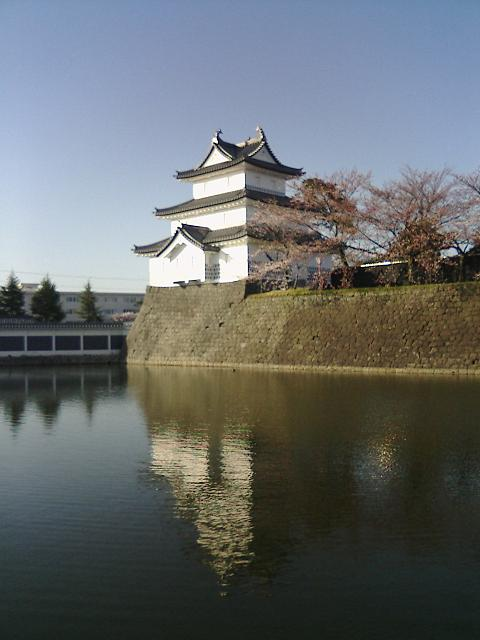
Замок Сибата, административный центр Сибата-хана

Административный центр хана — Замок Сибата в провинции Этиго (современный город Сибата в префектуре Ниигата). Княжество управлялось родом Мидзогути.

## История

Карта Сибаты в периоды Тэмпо и Мураками

Мидзогути Хидэкацу (1548—1610) был генералом и вассалом Оды Нобунаги и Тоётоми Хидэёси. Он отличился в ряде сражений и в 1598 году получил в награду поместье с доходом 60 000 коку в провинции Этиго. Во время битвы при Сэкигахара в 1600 году Мидзогути Хидэкацу перешел на сторону Токугава Иэясу. В провинции Этиго было много сторонников и бывших вассалов рода Уэсуги, поэтому Мидзогути Хидэкацу получил приказ оставаться в этой провинции для охраны. После создания сёгуната Токугава (1603) он был утвержден в своих владениях, которые простирались через равнину Этиго между реками Агано и Синано. Эта область, которая простиралась восточнее города Ниигата, через районы Агано, Камо и Минамикамбара, отличалась плодородием и давала большие урожаи риса. Фактические доходы Сибата-хана намного превышали его официальный доход (кокудара).
Мидзогути Нобукацу, 2-й даймё Сибата-хана (1610—1628), выделил поместье с доходом 12 000 коку риса для своего младшего брата, создав в 1610 году дочернее княжество Соуми-хан (沢海藩), которое существовало до 1687 года. Кокудара княжества была снижена с 60 000 до 50 000 коку риса. Нобукацу принимал активное участие в разработке новых земель. Он оставил своему старшему сыну 50 000 коку риса, выделив своим трем младшим сыновьям 15 500 коку риса. Мидзогути Наоясу, 8-й даймё Сибата-хана, создал княжескую школу и пригласил садоводов из Эдо и Киото для украшения своей резиденции. Мидзогути Наоаки, 10-й даймё Сибата-хана, успешно ходатайствовал сёгуну об увеличении кокудары с 50 000 до 100 000 коку.
Во время Войны Босин (1868—1869) Мидзогути Наомаса, 12-й даймё Сибата-хана, вначале присоединился к Северному союзу. Но из-за существования сильной оппозиции внутри княжества, он вынужден был перейти на сторону императорского правительства Мэйдзи.
В июле 1871 года Сибата-хан был ликвидирован. На территории бывшего княжество вначале была создана префектура Сибата, которая позднее была соединена с недавно созданной префектурой Ниигата. Мидзогути Наомаса, последний даймё Сибата-хана, получил титул графа (хакусяку) в новой японский аристократической структуре — кадзоку и стал членом палаты пэров.

## Список даймё
| #                                 | Имя и годы жизни                               | Годы правления | Титул                   | Ранг                    | Кокудара             | Примечания                                                  |
| --------------------------------- | ---------------------------------------------- | -------------- | ----------------------- | ----------------------- | -------------------- | ----------------------------------------------------------- |
| Род Мидзогути (тодзама) 1598—1871 |                                                |                |                         |                         |                      |                                                             |
| 1                                 | Мидзогути Хидэкацу (1548-1610) (яп. 溝口秀勝)  | 1598-1610      | Хоки-но-ками (伯耆守)   | Пятый нижний (従五位下) | 60,000 коку          | Военачальник Оды Нобунаги и Тоётоми Хидэёси                 |
| 2                                 | Мидзогути Нобукацу (1582-1628) (яп. 溝口宣勝1) | 1610-1628      | Хоки-но-ками (伯耆守)   | Пятый нижний (従五位下) | 60,000->50,000 коку  | Старший сын предыдущего                                     |
| 3                                 | Мидзогути Нобунао (1605-1676) (яп. 溝口宣直)   | 1628-1672      | Идзумо-но-ками (出雲守) | Пятый нижний (従五位下) | 50,000 коку          | Старший сын предыдущего                                     |
| 4                                 | Мидзогути Сигэкацу (1633-1708) (яп. 溝口重雄)  | 1672-1706      | Синано-но-ками (信濃守) | Пятый нижний (従五位下) | 50,000 коку          | Старший сын предыдущего                                     |
| 5                                 | Мидзогути Сигэмото (1680-1719) (яп. 溝口重元)  | 1706-1719      | Хоки-но-ками (伯耆守)   | Пятый нижний (従五位下) | 50,000 коку          | Старший сын предыдущего                                     |
| 6                                 | Мидзогути Наохару (1707-1732) (яп. 溝口直治)   | 1791-1732      | Синано-но-ками (信濃守) | Пятый нижний (従五位下) | 50,000 коку          | Второй сын предыдущего                                      |
| 7                                 | Мидзогути Наоацу (1716-1760) (яп. 溝口直温)    | 1732-1761      | Идзумо-но-ками (出雲守) | Пятый нижний (従五位下) | 50,000 коку          | Приёмный сын предыдущего                                    |
| 8                                 | Мидзогути Наоясу (1736-1797) (яп. 溝口直養)    | 1761-1768      | Шузен-но-ками (主膳正)  | Пятый нижний (従五位下) | 50,000 коку          | Старший (внебрачный) сын предыдущего                        |
| 9                                 | Мидзогути Наоёси (1768-1802) (яп. 溝口直侯)    | 1768-1802      | Идзумо-но-ками (出雲守) | Пятый нижний (従五位下) | 50,000 коку          | Старший сын Мидзогути Наонобу (1756—1786), внук предыдущего |
| 10                                | Мидзогути Наоаки (1799-1858) (яп. 溝口直諒)    | 1802-1838      | Хоки-но-ками (伯耆守)   | Пятый нижний (従五位下) | 50,000->100,000 коку | Старший сын предыдущего                                     |
| 11                                | Мидзогути Наохиро (1819-1874) (яп. 溝口直溥)   | 1838-1867      | Шузен-но-ками (主膳正)  | Пятый нижний (従五位下) | 100,000 коку         | Старший сын предыдущего                                     |
| 12                                | Мидзогути Наомаса (1855-1919) (яп. 溝口直正)   | 1867-1871      | Хоки-но-ками (伯耆守)   | Пятый нижний (従五位下) | 100,000 коку         | Четвертый сын предыдущего                                   |

## Галерея

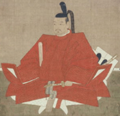
Мидзогути Хидэкацу (1548-1610), 1-й даймё (1598-1610)
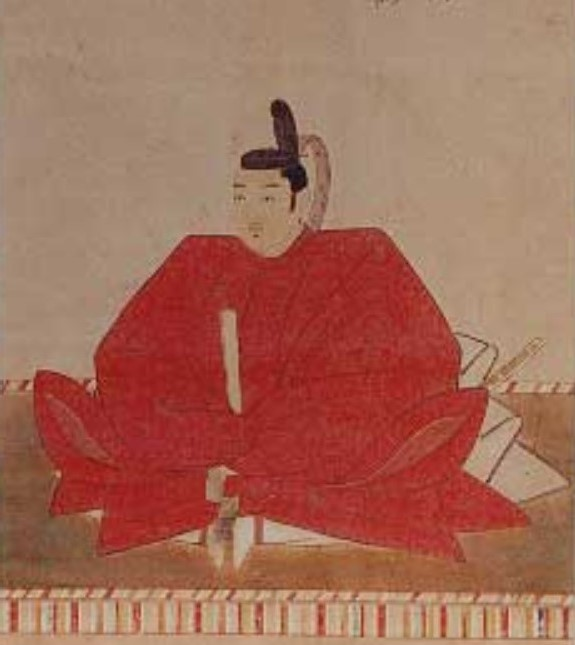
Мидзогути Нобукацу (1582-1628), 2-й даймё Сибаха-хана (1610-1628)
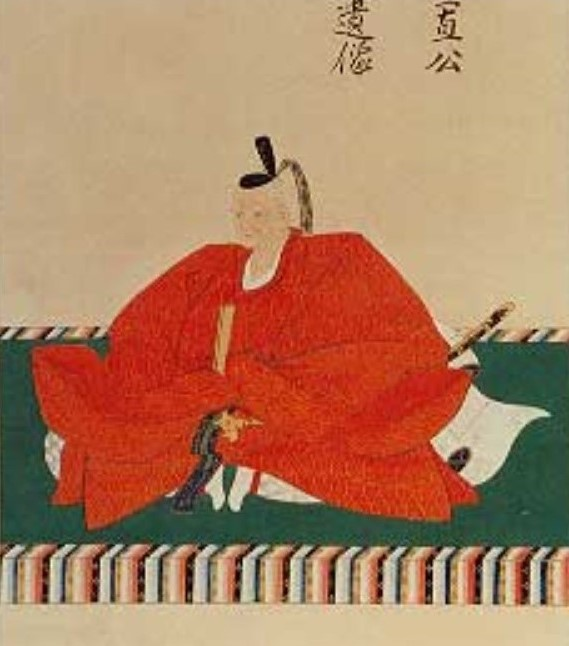
Мидзогути Нобунао (1605-1676), 3-й даймё (1628-1672)
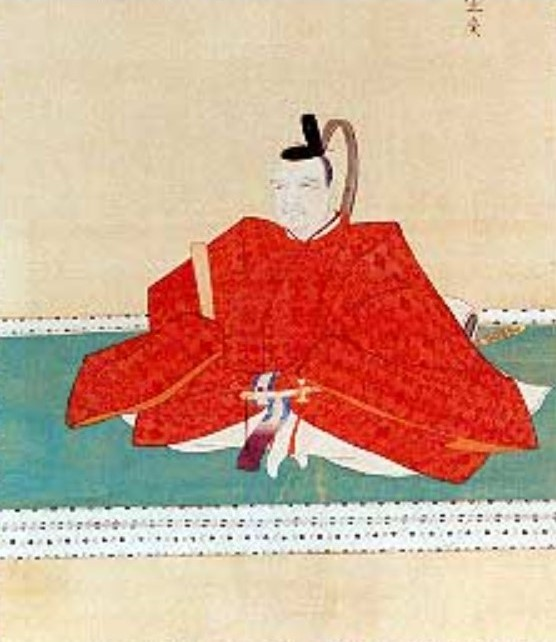
Мидзогути Сигэкацу (1633-1708), 4-й даймё Сибата-хана (1672-1706)
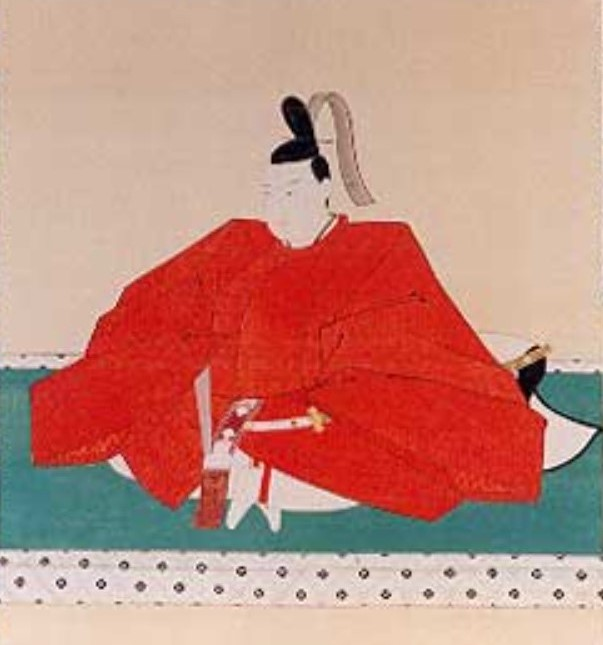
Мидзогути Сигэмото (1680-1709), 5-й даймё (1706-1719)
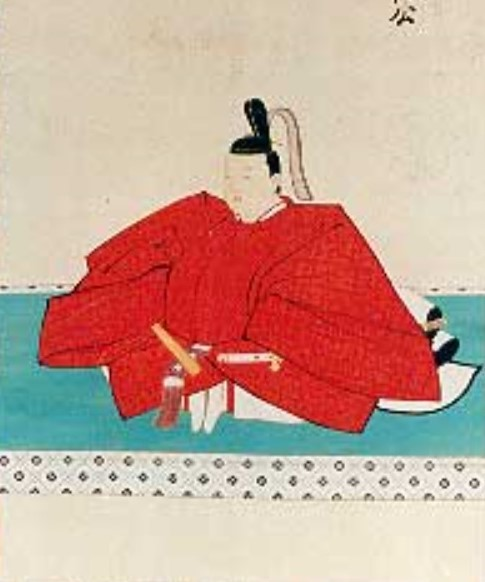
Мидзогути Наохару (1707-1732), 6-й даймё Сибата-хана (1719-1732)
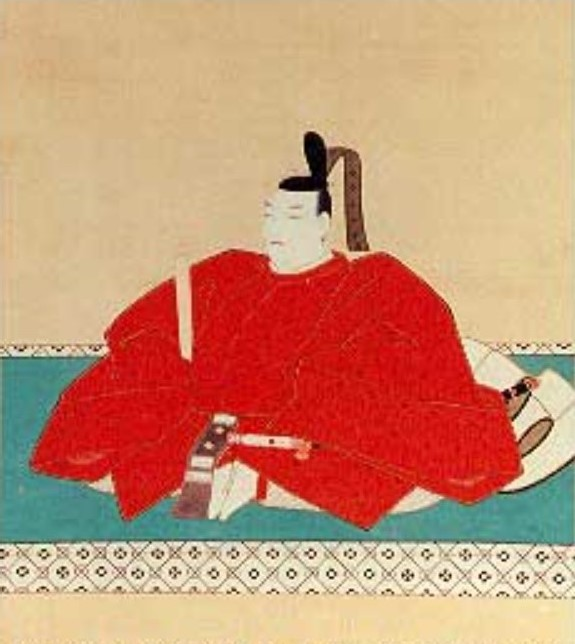
Мидзогути Наоацу (1716-1780), 7-й даймё (1732-1761)
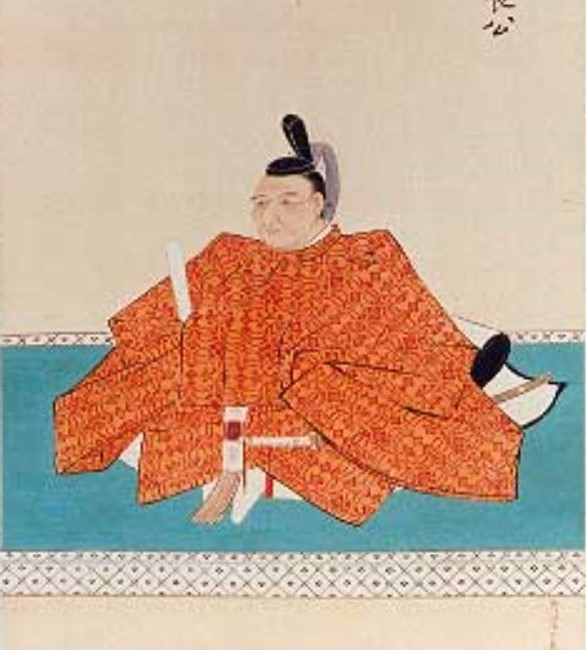
Мидзогути Наоясу (1736-1797), 8-й даймё Сибата-хана (1761-1786)
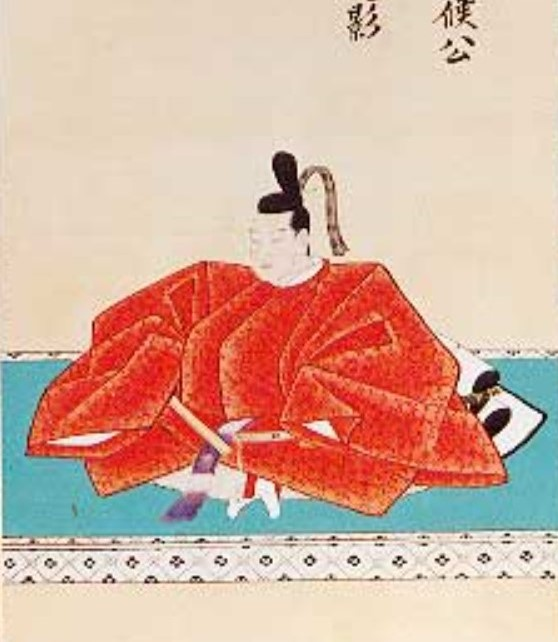
Мидзогути Наотоки (1778-1802), 9-й даймё (1786-1802)
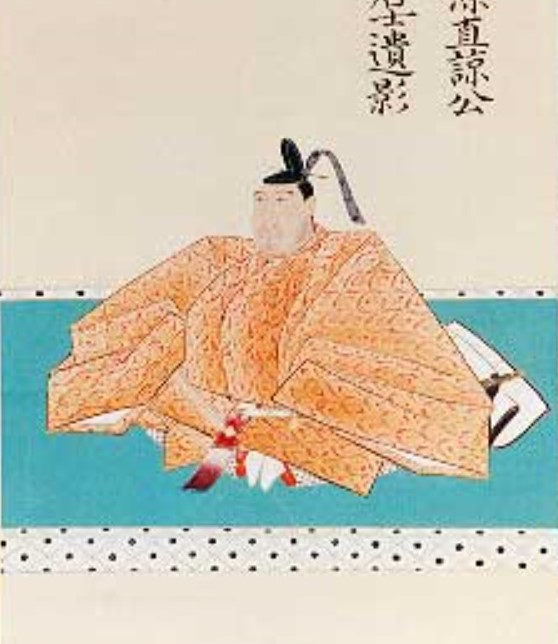
Мидзогути Наоаки (1799-1858), 10-й даймё Сибата-хана (1802-1838)
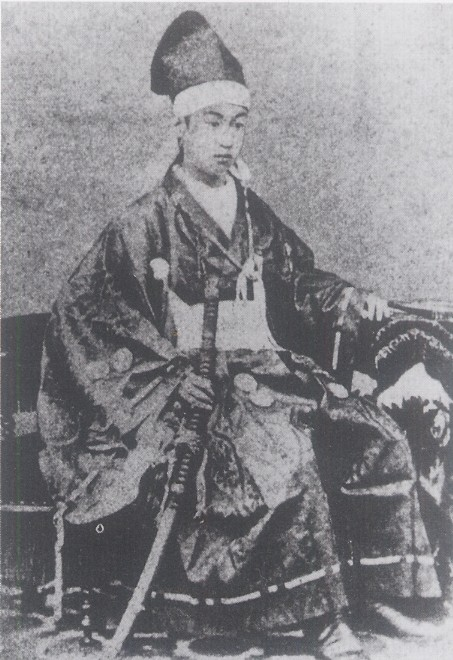
Мидзогути Наомаса (1855-1919), 12-й даймё (1867-1871)